# Carlos Bello
Carlos Bello Boyland (Londres, 30 de mayo de 1815 - Santiago de Chile, 26 de octubre de 1854) fue un escritor y político chileno, hijo del filósofo y diplomático venezolano Andrés Bello.

## Biografía
Carlos Eusebio Florencio Bello Boyland, fue el primogénito del matrimonio de Andrés Bello y Mary Ann Boyland. Nació en la capital británica durante la estancia de su padre entre 1810 y 1829. Junto con la familia Bello-Dunn, arribó a los 14 años a Chile, donde desarrolló la mayor parte de su obra. Se inició escribiendo en la poesía, siguiendo la influencia de Lord Byron sobre la literatura de la época, al igual que algunos dramas.
En 1838 viajó a Copiapó atraído por el reciente descubrimiento del mineral de plata de Chañarcillo. En 1842 regresó a Santiago para estrenar la obra de teatro Los amores del poeta (1844), que fue muy bien recibido por el público. En 1843 publicó en el diario El Progreso el folletín titulado El loco. En 1846 viaja a Europa vía Venezuela, permaneciendo hasta 1850, cuando regresa a Chile enfermo de tuberculosis. En 1850 publicó Trinidad, o la mujer del pescador.
Para el periodo 1849-1852, fue elegido diputado suplente por la ciudad de La Serena; sin embargo, el 8 de junio de 1849 la Cámara decidió que no podía ser diputado por haber nacido en el extranjero y no tener la nacionalidad chilena. Más tarde, la Cámara rectificó este acuerdo, pudiendo así incorporarse a dicha corporación. El 17 de agosto de 1850, junto con otros diputados, formuló un proyecto de acuerdo para que se les declarara en posesión de los derechos de ciudadano y en aptitud de ser diputado; el acuerdo se aprobó el 17 de diciembre de 1850. Se desempeñó también como encargado de negocios de Chile en Ecuador.
Carlos Bello murió el 26 de octubre de 1854, a la edad de treinta y nueve años. Estaba casado con María Elvira Cortés con quien tuvo una hija.